# Московская городская телефонная сеть
«Моско́вская городска́я телефо́нная сеть» (МГТС) — российская телекоммуникационная компания, входит в группу МТС. Построенная МГТС сеть фиксированного доступа к сети Интернет охватывает более 98 % домохозяйств Москвы.
Полное наименование — публичное акционерное общество «Московская городская телефонная сеть». Штаб-квартира — в Москве.

## История

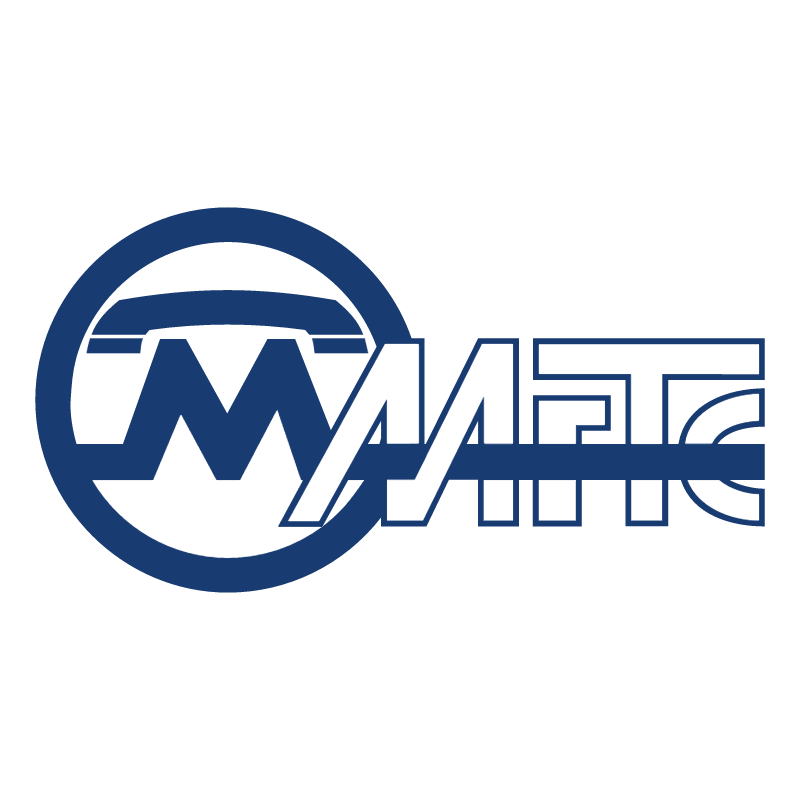
Логотип МГТС с 1991 по 2006 год

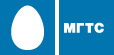
Логотип МГТС с 2006 по 2013 год

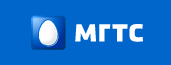
Логотип МГТС с 2013 по 2015 год

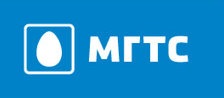
Логотип МГТС с 2015 по 2023 год

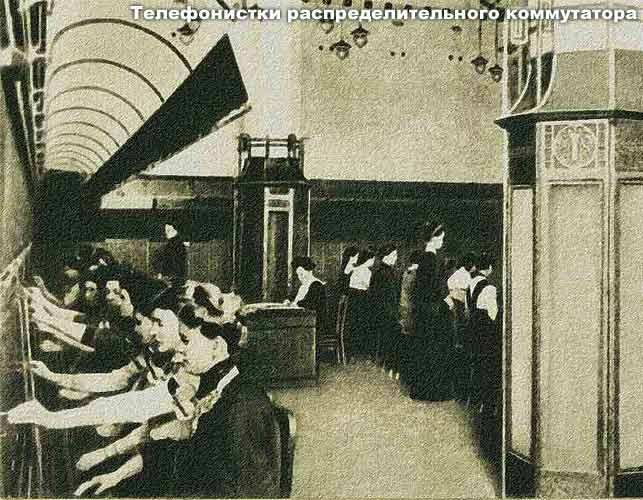
МГТС в 1890 году

12 июля 1882 года — основание Московской городской телефонной сети. В этот день состоялось открытие первой ручной телефонной станции системы Гилеланда компании Белла в доме купца Попова на Кузнецком Мосту.
31 декабря 1898 года — открыта первая междугородняя линия Москва — Санкт-Петербург.
1901 — Шведско-датско-русское телефонное акционерное общество начинает строительство Центральной городской станции на 60 тыс. номеров.
1909 — установлены первые таксофоны.
1932 — создана бесплатная справочная служба «09»
1935 — начат постепенный переход на 6-значную нумерацию. Введены в эксплуатацию ёмкости 4***** (например, Г-1-18-40) и 9***** (например, К-4-89-18). При этом старые пятизначные номера оставались без изменения.
1937 — создана служба точного времени «100».
1959, ноябрь — для абонентов АТС Б-9 организована опытная междугородная автоматическая телефонная связь с Ленинградом и Калинином.
30 июля 1968 — МГТС переведена на 7-значную нумерацию (в Ленинграде аналогичный переход был сделан ночью с пятницы 20 августа на субботу 21 августа 1976 года).
1970 — установлена первая автоматическая международная связь Москва — Берлин — Прага — Варшава.
1980 — МГТС обеспечивала телефонной связью Олимпийские игры. Было установлено около 80 тыс. телефонов, 350 таксофонов, организовано более 15 тыс. каналов и прямых линий связи. Справочная служба «09» во время проведения игр обслуживала иностранцев на английском, французском, немецком и испанском языках.
1982 — открытие музея МГТС. Уникальным экспонатом является действующая модель первой машинной АТС, введённая в эксплуатацию в 1930 году. Внесена в Книгу рекордов Гиннесса как АТС, проработавшая дольше всех в мире.
1986 — проложена первая волоконно-оптическая линия связи длиной 8,7 км.
1989 — созданы два совместных предприятия: АМТ (МГТС-«Теленокия», Финляндия) и «Комстар» (МГТС-Джи-Пи-Ти, Великобритания).
1992 — МГТС стала государственным предприятием. Первый генеральный директор — В. Ф. Васильев. В память о Васильеве учреждена ежегодная премия МГТС его имени, которая вручается лучшим новаторам компании.
1994 — государственное предприятие МГТС преобразовано в открытое акционерное общество.
2002 — вывод на рынок услуги широкополосного доступа в интернет.
2004 — начало замены аналоговых номеров на цифровые.
МГТС и ЗАО «МТУ-Интел» реализовали проект «Стрим» по подключению к Сети по технологии ADSL, которая пришла на смену коммутируемому доступу и обеспечила гарантированные интернет-скорости при свободной телефонной линии. За год подключено более 100 тыс. пользователей, что привело к снижению стоимости интернет-трафика и сделало интернет доступной массовой услугой.
2006 — начал работу Единый контактный центр. Расширение спектра услуг, связанных с мобильными системами связи: переадресация звонков с домашнего на мобильный телефон, отправка и приём SMS-сообщений со стационарного телефона.

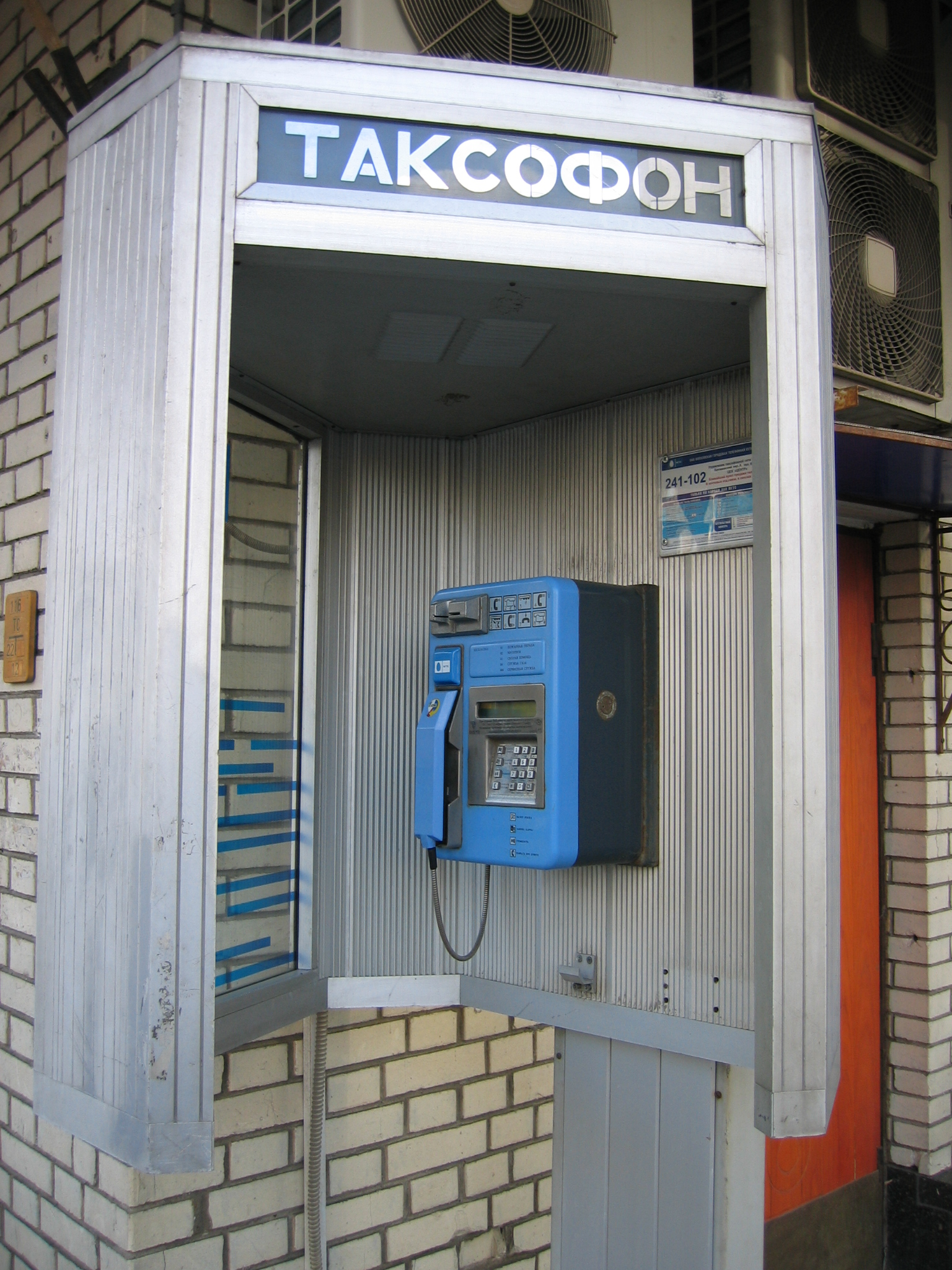
Таксофон МГТС в 2007 году

2007 — введены безлимитные тарифы на услугу широкополосного доступа в Интернет.
2008 — МГТС подключила к своей сети более 400 специальных таксофонов для инвалидов-колясочников.
2009 — в пакет услуг добавилось цифровое ТВ.
2011 — в результате реорганизации ОАО «Комстар-ОТС» в форме присоединения к ОАО «МТС» пакет акций ОАО «МГТС», принадлежавший ОАО «Комстар-ОТС» и составляющий 55,7 % от уставного капитала ОАО «МГТС», в порядке универсального правопреемства перешёл ОАО «МТС». Завершена цифровизация сети связи, в результате чего в Москве появилась возможность сохранять телефонный номер при смене места жительства.
2012 — МГТС начала строительство новой оптоволоконной высокоскоростной сети по современной технологии GPON и заявила о стратегии трансформации из традиционной телеком-компании в мультисервисного оператора за счёт развития новых сервисов на основе доступа в Интернет. Введён 10-значный закрытый план телефонной нумерации, единый для всех географических кодов Москвы и Московской области.
2013 — компания получила лицензию виртуального оператора (Mobile Virtual Network Operators, MVNO).
2014 — старт продаж услуг мобильной связи с предоставлением сим-карт МГТС на базе компании МТС. Пакетные предложения расширены до четырёх услуг: широкополосный доступ в Интернет, фиксированная телефония, цифровое ТВ, мобильная связь.
МГТС первой среди крупных операторов вывела на рынок интернет-тариф со скоростью до 500 Мбит/с. На сети компании установлена системы распознавания интернет-трафика Deep Packet Inspection (DPI), которая позволяет анализировать различные параметры передачи данных и управлять трафиком определённого типа (например, p2p-трафик с торрент-трекеров).
2015 — компания завершила реконструкцию собственной сети передачи данных, произведя замену медных линий связи на волоконно-оптические по технологии GPON. По данным компании, её сеть GPON охватывает 3,9 млн (95 %) московских квартир.
МГТС вывела на массовый и корпоративный рынок новые услуги по управлению домом, офисом и городом: «Видеонаблюдение» и «Охранная сигнализация».
2020 — компания МТС закончила реструктуризацию мобильного и фиксированного бизнеса в Москве под единым управлением, в результате чего услуги МГТС стали оказываться под брендом МТС.

## Собственники и руководство
Крупнейшим акционером ПАО МГТС является ПАО «МТС» (доля участия ПАО «МТС» в уставном капитале ПАО МГТС — 94,606 %, доля принадлежащих ПАО «МТС» обыкновенных акций ПАО МГТС — 99,11 %).
Председатель совета директоров компании — Белов Виктор Леонидович, генеральный директор Гильманов Альберт Тимурович.

## Деятельность
МГТС оказывает широкий спектр услуг обеспечения населения средствами телекоммуникаций — услуги местной и внутризоновой телефонной связи для физических и юридических лиц, мобильная связь, широкополосный доступ в интернет, а также осуществляет развитие мобильной и фиксированной сети МТС в Московской области.
В 2019 году МТС объединила мобильный бизнес с фиксированным, которым ранее управлял МГТС. Так операции в рамках клиентского бизнеса (продажи, обслуживание абонентов и тп.) стал осуществлять МТС, а МГТС начал трансформацию в инфраструктурного оператора Москвы и Московской области.
МГТС занимает лидирующие позиции на рынке ШПД и интернет-телевидения Москвы. Осенью 2016 года МГТС начала замену роутеров на новые модели, работающие в двух диапазонах — 2,4 и 5 ГГц — и поддерживающие автоматическое переключение с зашумленных каналов. Согласно исследованиям, проведенным в марте 2021 года и в августе 2022 года, МТС/МГТС признана самым высокоскоростным провайдером в Москве.

## Услуги на основе интернет-доступа
МГТС под брендом МТС Решения для дома предоставляет услуги на основе интернет-доступа — видеонаблюдение, охранная сигнализация, домофон, продвигая концепцию построения «умного дома».

### Видеонаблюдение
С 2015 года предоставляет услугу видеонаблюдения частным и корпоративным клиентам. Включает в себя установку и обеспечение работы камер видеонаблюдения и видеоархив (от 5 до 30 дней). Видео хранится на защищённом ресурсе МГТС, доступ к которому осуществляется через личный кабинет или мобильное приложение.
В 2016 году домашнее видеонаблюдение МГТС признано лучшим продуктом года в категориях «IT и телекоммуникации» и «Защита имущества и объектов».

### Охранная сигнализация
С 2015 года МГТС предоставляет услугу «Охранная сигнализация» частным и корпоративным клиентам.
МГТС обеспечивает установку и обслуживание, непосредственно услуги охраны оказывает Управление вневедомственной охраны при МВД России по городу Москве. В стандартный комплект оборудования входят контрольный прибор, передающий сигнал на пульт охраны полиции, блок бесперебойного питания со встроенной клавиатурой, радиоприёмное устройство, обеспечивающее связь с беспроводными датчиками, беспроводные датчики для зоны двери.
В соответствии с требованиями УВО МВД охранная сигнализация от МГТС имеет два канала связи — основной (проводной канал GPON/DSL) и резервный (сотовая связь GSM), что повышает её надёжность. При выходе из строя одного из каналов срабатывает сигнализация и выезжает наряд полиции.

### Умный дом
МГТС вывела на массовый рынок интеллектуальную автоматизированную систему управления жильём «Умный дом» в составе пакетов с домашним интернетом на скорости 200 и 500 Мбит/сек по арендной схеме.

## Дополнительные услуги
Компьютерная помощь для корпоративных клиентов заключается в технической поддержке ИТ-инфраструктуры заказчика за счёт экспертизы МГТС.
Белый интернет используется для детализации трафика и блокировки доступа к опасному интернет-контенту с возможностью индивидуальной настройки профилей.

## Показатели деятельности
| Показатель                                | 2013        | 2014        | 2015        | 2016      | 2017        | 2018      | 2019      | 2020    | 2021   | 2022   |
| ----------------------------------------- | ----------- | ----------- | ----------- | --------- | ----------- | --------- | --------- | ------- | ------ | ------ |
| Количество абонентов ШПД интернета        | > 1 000 000 | ~ 1 200 000 | > 1 300 000 | 1 370 000 | > 1 494 000 | 1 612 000 | 1 846 000 | -       | -      | -      |
| Количество пользователей мобильной связью | 0           | ~ 20 000    | ~ 100 000   | ~ 200 000 | 320 000     | 483 000   | 604 000   | 713 000 | -      | -      |
| Количество абонентов ЦТВ                  | 150 000     | 236 000     | 362 000     | 428 000   | 572 000     | 620 000   | -         | -       | -      | -      |
| Выручка, млн руб.                         | 39 500      | 40 400      | 40 500      | 40 100    | 39 700      | 38 723    | 38 485    | 41 161  | 41 125 | 42 642 |
| Чистая прибыль, млн руб                   | 12 163      | 8 763       | 12 577      | 9 477     | 16 143      | 19 628    | 17 595    | 12 954  | 15 155 | 16 465 |